# Lijst van burgemeesters van Heeze-Leende
Dit is een lijst van burgemeesters van de Nederlandse gemeente Heeze-Leende in de provincie Noord-Brabant sinds haar stichting op 1 januari 1997.
| Ambtsperiode                      | Naam burgemeester                   | Partij of stroming | Bijzonderheden                        |
| --------------------------------- | ----------------------------------- | ------------------ | ------------------------------------- |
| 1 januari 1997 - 19 juli 2004     | L.C.F. (Noor) van den Heuvel-Planje | VVD                | uit dienst officieel 1 september 2005 |
| 19 juli 2004 - 1 februari 2006    | J.L.D. (Jaap) van der Linde         | PvdA               | waarnemend                            |
| 1 februari 2006 - 1 februari 2024 | P.J.J. (Paul) Verhoeven             | VVD                |                                       |
| 1 februari 2024 - heden           | T. (Teun) Heldens                   | VVD                |                                       |